# Лягушкороты
Лягушкороты, или совиные козодои, или белоноги (лат. Podargidae), — семейство птиц из монотипического отряда Podargiformes. До 2021 года семейство включали в отряд козодоеобразных.
Длина тела птиц 23—40 см.
Населяют Южную и Юго-Восточную Азию, Австралию, Тасманию, Новую Гвинею и острова Океании.

## Классификация
На июль 2021 года в семейство включают 3 современных рода и 16 видов, которые некоторые систематики объединяют в 2 подсемейства:
- Подсемейство Batrachostominae
  - Род Batrachostomus — Индо-малайские лягушкороты
    - Batrachostomus affinis — Малайский лягушкорот
    - Batrachostomus auritus — Ушастый лягушкорот
    - Batrachostomus chaseni
    - Batrachostomus cornutus
    - Batrachostomus harterti — Лягушкорот Хартерта
    - Batrachostomus hodgsoni — Длиннохвостый лягушкорот, или северный лягушкорот
    - Batrachostomus javensis — Яванский лягушкорот
    - Batrachostomus mixtus
    - Batrachostomus moniliger — Цейлонский лягушкорот
    - Batrachostomus poliolophus — Сероголовый лягушкорот
    - Batrachostomus septimus — Филиппинский лягушкорот
    - Batrachostomus stellatus — Чешуйчатый лягушкорот
- Подсемейство Podarginae
  - Род Podargus — Австралийские широкороты, или белоноги
    - Podargus ocellatus — Мраморный лягушкорот, или мраморный белоног
    - Podargus papuensis — Папуасский лягушкорот, или папуанский белоног
    - Podargus strigoides — Дымчатый лягушкорот, или исполинский белоног

  - Род Rigidipenna
    - Rigidipenna inexpectata

В 2007 году было объявлено об описании нового вида лягушкоротов с Соломоновых островов, который образует отдельный род Rigidipenna — Rigidipenna inexpectata, а ранее был известен как подвид мраморного лягушкорота Podargus ocellatus inexpectatus.

### Палеонтология
В семейство включают как минимум 2 вымерших вида:
- † Masillapodargus longipes Mayr, 1999 — 48,6—40,4 млн лет назад, Германия[10]
- † Quercypodargus olsoni Mourer-Chauviré, 1989 — 37,2—33,9 млн лет назад, Франция[11]